# عاقل محمدوف (بازیکن فوتبال، زاده ۱۹۷۲ میلادی)
عاقل محمدوف (ترکی آذربایجانی: Aqil Məmmədov؛ زادهٔ ۱۲ آوریل ۱۹۷۲) بازیکن فوتبال اهل جمهوری آذربایجان است.
از باشگاه‌هایی که در آن بازی کرده‌است می‌توان به باشگاه فوتبال شمکر، باشگاه فوتبال باکو، باشگاه فوتبال استاندارد سومقاییت، باشگاه فوتبال توران توووز، باشگاه فوتبال قره‌باغ، باشگاه فوتبال نفتچی باکو، باشگاه فوتبال کاروان، باشگاه فوتبال خزر سومقاییت، باشگاه فوتبال انرگتیک، و باشگاه فوتبال سومقاییت اشاره کرد.
وی همچنین در تیم ملی فوتبال جمهوری آذربایجان بازی کرده‌است.